# Tamura Ryosuke
Ryosuke Tamura (田村 亮介 Tamura Ryōsuke, sinh ngày 8 tháng 5 năm 1995 ở Nara) là một cầu thủ bóng đá người Nhật Bản thi đấu cho Kyoto Sanga.

## Thống kê câu lạc bộ
Cập nhật đến ngày 23 tháng 2 năm 2018.
| Thành tích câu lạc bộ | Thành tích câu lạc bộ | Thành tích câu lạc bộ | Giải vô địch | Giải vô địch | Cúp                   | Cúp                   | Cúp Liên đoàn         | Cúp Liên đoàn         | Tổng cộng | Tổng cộng |
| Mùa giải              | Câu lạc bộ            | Giải vô địch          | Số trận      | Bàn thắng    | Số trận               | Bàn thắng             | Số trận               | Bàn thắng             | Số trận   | Bàn thắng |
| Nhật Bản              | Nhật Bản              | Nhật Bản              | Giải vô địch | Giải vô địch | Cúp Hoàng đế Nhật Bản | Cúp Hoàng đế Nhật Bản | Cúp Hoàng đế Nhật Bản | Cúp Hoàng đế Nhật Bản | Tổng cộng | Tổng cộng |
| --------------------- | --------------------- | --------------------- | ------------ | ------------ | --------------------- | --------------------- | --------------------- | --------------------- | --------- | --------- |
| 2014                  | Kyoto Sanga           | J2 League             | 8            | 0            | 0                     | 0                     | –                     | –                     | 8         | 0         |
| 2015                  | Sagan Tosu            | J1 League             | 1            | 0            | 1                     | 0                     | 3                     | 0                     | 5         | 0         |
| 2016                  | Kyoto Sanga           | J2 League             | 4            | 0            | 1                     | 0                     | –                     | –                     | 5         | 0         |
| 2017                  | Kyoto Sanga           | J2 League             | 10           | 1            | 0                     | 0                     | –                     | –                     | 10        | 1         |
| Tổng cộng sự nghiệp   | Tổng cộng sự nghiệp   | Tổng cộng sự nghiệp   | 23           | 1            | 2                     | 0                     | 3                     | 0                     | 28        | 1         |